# Karl August Busch
Karl August Busch (* 27. Mai 1886 in Frankfurt am Main; † 22. Dezember 1952 in Pirna) war ein deutscher evangelischer Pfarrer.

## Leben
Nach dem Schulbesuch schlug Busch eine theologische Ausbildung ein, promovierte und wurde am 3. Juni 1910 ordiniert. 1914 wurde er dritter Diakon an der Martin-Luther-Kirche in der sächsischen Residenzstadt Dresden, die fortan sein Lebensmittelpunkt wurde. Ab 1919 war er dort zweiter Diakon und Pfarrer. 1940 erfolgte dort seine Ernennung zum Archidiakon.
Er war Mitarbeiter des 1939 gegründeten Instituts zur Erforschung und Beseitigung des jüdischen Einflusses auf das deutsche kirchliche Leben. Ferner war er Mitglied der Landesleitung der Freien Volkskirchlichen Vereinigung.
Er starb kurz vor Weihnachten 1952 im Pirnaer Stadtteil Niedervogelgesang.

## Schriften (Auswahl)
- Das Gotterleben. Besprechungen über den Glauben an Gott nach induktiver Methode. Bleyl & Kaemmerer, Dresden u. a. 1921.
- Psalm und Kirchenlied für lebendige Religions- und Konfirmandenstunden. Neupädagogischer Verlag, Annaberg 1923.
- Quer durch Amerika. Ein Reisetagebuch. Dresdener Verlagsbuchhandlung Max Otto Groh, Dresden 1926.
- Von der Wiege bis zum Grabe. Ein Haus- und Lebensbuch in Poesie und Prosa. Dresdner Verlagsbuchhandlung Max Otto Groh, Dresden 1927.
- Das Lukasevangelium wie ich es mit fortgeschrittenen höheren Schülern [...] lese und zum Selbststudium dargeboten. Reuther & Reichard, Berlin 1928.
- Biblische Geschichten des Alten und Neuen Testaments. Püschel, Dresden 1936.
- Gegenwart und Zukunft der Menschheit. Dresdener Verlagsgesellschaft, Dresden [1950].